# Яне Маламов
Яне Стойнов Маламов е български революционер, деец на Вътрешната македоно-одринска революционна организация и Българската комунистическа партия.

## Биография
Роден е през 1865 година в бедно семейство в село Ораново, днес част от град Симитли. Работи като земеделец и даракчия. Влиза във ВМОРО и участва в съпротивата срещу османската власт. По-късно става член на БКП. Убит е на 14 юли 1925 г. по време на Градевската акция на ВМРО в местността Обесеник, близо до село Градево заедно с Йордан Цицков, Стоил Груев, Благой Мазнеов, Петър Мазнеов, Максим Мирасчиски, Асен Пазов, Борис Тюфекчиев, Иван Христов и Стоица Цицков.